# Osvaldo Bagnoli
Osvaldo Bagnoli est un footballeur et entraîneur italien de football né le 3 juillet 1935, surtout connu pour avoir mené l'Hellas Vérone à son unique titre de champion d'Italie lors de la saison 1984-1985.

## Biographie

### Joueur
Osvaldo Bagnoli est né dans le quartier de Bovisa à Milan. Il commence sa carrière professionnelle en tant que milieu de terrain à l'AC Milan en 1955. Bien qu'il ait du mal à s'imposer dans l'équipe première en raison de la concurrence avec plusieurs joueurs talentueux, il fait ses débuts en Serie A dès sa première saison et remporte le championnat italien ainsi que la Coupe latine lors de la saison 1956-1957. Après deux saisons à Milan, il rejoint l'Hellas Vérone en 1957, où il est devenu une figure importante du club. Lors de sa première saison avec Vérone, il marque 3 buts en 23 apparitions, bien qu'il n'ait pas pu empêcher la relégation du club en Serie B. Durant les trois saisons suivantes, Bagnoli se distingue en marquant 25 buts en 74 matchs en Serie B.
Par la suite, il joue pour plusieurs clubs italiens, notamment Udinese, Catanzaro, et la SPAL, avant de terminer sa carrière de joueur à Verbania (en), en Serie C, en 1973.
Au total, il dispute 110 matchs pour 12 buts marqués en première division italienne.

### Entraineur
Après sa retraite en tant que joueur, Bagnoli entame une carrière d'entraîneur qui le conduit à diriger plusieurs clubs en Italie, mais c'est à l'Hellas Vérone qu'il laisse son empreinte la plus durable. Il prend la tête de l'équipe en 1981 et immédiatement mène le club à la promotion en Serie A en remportant la Serie B lors de la saison 1981-1982. L'année suivante, Vérone a terminé à la quatrième place en 1982-1983 et atteint la finale de la Coupe d'Italie, se qualifiant ainsi pour la Coupe UEFA,.
Bagnoli est surtout célèbre pour avoir guidé l'Hellas Vérone à un succès historique lors de la saison 1984-1985, lorsque le club remporte son unique titre de champion d'Italie. Cette équipe, composée de joueurs talentueux tels que Pietro Fanna, Roberto Tricella et Antonio Di Gennaro, défie les attentes en dominant la Serie A sous la direction de Bagnoli, malgré le statut d'outsider du club,,,.
Bagnoli reste à Vérone jusqu'en 1990, quittant le club après sa relégation en Serie B à la fin de la saison 1989-1990.
Avant de rejoindre Vérone, Bagnoli avait déjà dirigé plusieurs équipes, notamment Solbiatese (en), Como, Rimini FC et Fano, menant ce dernier à la promotion en Serie C1 après avoir remporté la Serie C2 lors de la saison 1978-1979.
Après son passage à Vérone, Bagnoli prend les rênes du Genoa et connaît un succès immédiat. Lors de la saison 1990-1991, il mène le club à une impressionnante quatrième place en Serie A, leur meilleur classement en plus de 50 ans. La saison suivante, il conduit Genoa jusqu'en demi-finale de la Coupe UEFA, où ils ont été éliminés par le futur champion l'Ajax Amsterdam.
En 1992, Bagnoli prend en charge l'Inter Milan, où il réussit à obtenir une deuxième place en Serie A lors de sa première saison. Cependant, sa deuxième saison à la tête du club est moins réussie, et il est finalement licencié à la suite de mauvais résultats. Après cette expérience, Bagnoli prend sa retraite du football professionnel,.

## Palmarès

### Joueur
AC Milan
- Serie A :
  - Champion : 1956-1957.

- Coupe latine :
  - Vainqueur : 1956.

### Entraîneur
Fano
- Serie C2 :
  - Champion : 1978-1979.

 Hellas Vérone
- Serie A :
  - Champion : 1984-1985.

- Serie B :
  - Champion : 1981-1982.

### Distinctions individuelles
- Seminatore d'oro : 1984.
- Membre du Temple de la renommée du football italien : 2017.